# Richard Lorenz (Lehrer)
Richard Lorenz (* 2. Juni 1847 in Freiberg; † 18. September 1937 in Schneeberg (Erzgebirge)) war ein deutscher Lehrer, Turner und erzgebirgischer Heimatkundler.

## Leben und Wirken
Nach dem Schulbesuch schlug Lorenz eine Lehrerausbildung ein und gehörte dem Lehrerseminar in Schneeberg von dessen Gründung 1873 bis zu seinem Eintritt in den Ruhestand 1915, zuletzt als Oberlehrer, an. Seine Tätigkeit als Turnlehrer brachte ihn früh mit dem Turnverein 1847 in Schneeberg, einem der ältesten im Erzgebirge, in Berührung. Er wurde Vorturner, Turnwart und war mehrere Jahrzehnte Vorsitzender des Turnvereins, mit dem er an mehreren Deutschen Turntagen teilnahm.
1878 wurde er Gründungsmitglied des Erzgebirgsvereins in Aue, dessen Vorstand er von Anfang an angehörte. Mehr als drei Jahrzehnte war der Schriftführer des Hauptvorstands und entwickelte ihn gemeinsam mit Ernst Köhler und Hermann Möckel zu einem der mitgliederstärksten Vereine des Königreichs Sachsen. In zahlreichen Wanderungen lernte Lorenz seine erzgebirgische Heimat kennen, sodass er jahrzehntelang Erholungssuchenden und Wanderern hilfreiche Ratschläge für Wandertouren und Übernachtungsmöglichkeiten erteilen konnte. In Schneeberg wurde er Gründer der Seminarfeuerwehr und war von 1881 bis 1888 städtischer Branddirektor. Außerdem wirkte er jahrzehntelang als Vorstandsmitglied im Obst- und Gartenbauverein Schneeberg und war dort 16 Jahre lang Stadtverordneter.
Er starb im September 1937 im Alter von 90 Jahren.

## Ehrungen
Anlässlich der 50-Jahr-Feier des Erzgebirgsvereins verlieh ihm die Stadt Schneeberg 1928 das Ehrenbürgerrecht. Der Erzgebirgszweigverein Schneeberg errichtete zum 80. Geburtstags seines Ehrenvorsitzenden auf dem bei Schneeberg gelegenen Keilberg einen Gedenkplatz, der seinen Namen trug. Der Turnverein Schneeberg ernannte ihn zu seinem Ehrenvorsitzenden und der Hauptvorstand des Erzgebirgsvereins zum Ehrenbeisitzer. Zahlreiche weitere Erzgebirgszweigvereine verliehen ihm die Ehrenmitgliedschaft. Seine Jahresberichte waren auf vielen Hauptversammlungen des Erzgebirgsvereins Höhepunkte der Tagungen. Außerdem erhielt er das silberne Ehrenzeichen des Reichsverbands der deutschen Gebirgs- und Wandervereine.